# 安大略 (奧勒岡州)
安大略（Ontario）是美國奧勒岡州馬盧爾縣的一座城市，人口11,645人。安大略位於斯內克河河畔，靠近愛達荷州的邊界。

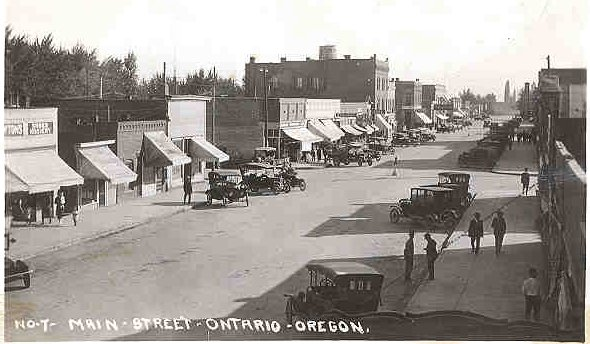
安大略